# Платонизъм
Платонизмът е философията на Платон и други философски доктрини, считани за нейни производни. Една от основните концепции на Платонизма е теорията за формите или идеите, според която предметите в реалността са само несъвършено отражение на истинската си нематериална същност. В по-тесен смисъл терминът може да бъде използван като Платонов реализъм.
Основната концепция на Платонизма е разликата между реалността, която е осезаема, но не е разбираема, и това, което е разбираемо, но недоловимо, за това разграничение Теория за формите е от съществено значение. Формите обикновено са описани в диалози като Федон, Симпозиум и Държавата като перфектни прототипи, на които предметите в ежедневието са несъвършени копия. В Държавата най-висшата форма се определя като Формата на доброто, източникът на всички други форми. В Софистика еднаквостта и различието на формите са изброени сред изконните „Велики видове“. През 3 век пр.н.е. Аркезилай приема Скептицизма, който се превръща в основен принцип на училището до 90 г. пр.н.е., когато Антиох добавя стоици елементи, отхвърлени от Скептицизма, започва периода, известен като Среден платонизъм. През 3 век Плотин добавя мистични елементи; така създава Неоплатонизма. Платонизмът има дълбок ефект върху „Западната мисъл“ и много платонически понятия са приети от християнската църква, която разбира платоническите форми като Божи мисли. Неоплатонизмът има голямо влияние върху християнската мистика на Запад, „Свети Августин“ и „Доктор на Католическата църква“ поставят основите на Западната християнска мисъл.

## Философия
Основната концепция е Теорията за формите. Единственото истинско същество се крие в основата на формите, на вечното, на неизменимото, на перфектните видове, чиито дубликати са несъвършени копия. Платонистите казват същото и за свойствата например: в допълнение към всички красиви неща, има и красота, и в допълнение към всички тигри, има и свойството да бъдеш тигър. Всъщност дори и когато не са налице примери за свойството в реалността, платонистите обикновено твърдят, че самото свойство съществува. Така например според Платонизма съществува свойство да бъдеш деветстотинетажна сграда, въпреки че няма такива неща като деветстотинетажни сгради. Тези свойства съществуват извън пространството и времето.
Множество обекти на чувство са въвлечени в постоянна промяна, като по този начин са лишени от истинско съществуване. Броят на формите се определя от броя на универсални понятия, които могат да бъдат получени от конкретните обекти смисъл. Следният откъс може да бъде представител на Средния платонов период, метафизиката и епистемологията на Платон:
[Сократ:] „Тъй като красиво е противоположно по значение на грозното, те са две.“
[Главкон:] „Разбира се.“
[Сократ:] "И тъй като те са две, всяка от тях е едно?"
[Главкон:] „Съгласявам се отново.“
[Сократ:] "Тоест верни са справедливото и несправедливото, доброто и лошото, и всички форми. Всички от тях, сами по себе си' са едно, но тъй като те се проявяват навсякъде
във връзка с действия, тела и други, всички те изглеждат много."
[Главкон:] „Точно така.“
[Сократ:] "Така че, аз се направих следното разграничение: От едната страна са тези, които се наричат 'любителите на забележителности, любителите на занаяти, практически хора, а от другата страна са тези, за които ние сега 'спорим и които сами се наричат философи."
[Главкон:] "Какво искаш да кажеш?"
[Сократ:] "За любителите на гледки и звуци като красиви звуци, цветове, форми и всичко, изработено от тях, но мисълта им не е 'в състояние да види и прегърне естеството (природата) на самата красота."
[Главкон:] „Това е сигурно.“
[Сократ:]'"В действителност, много малко хора, биха били в състояние да достигнат до красотата на същността и да я видят' сама по себе си. Не е ли така?"
[Главкон:] „Разбира се.“
[Сократ:] "Какво ще кажеш за човек, който вярва в красивите неща, но не вярва красотата на тяхната същност, не е в състояние да последват онзи, който може да го доведе до знанието? Не мислиш ли, че той живее по-скоро в сън, отколкото в будно състояние? Не е ли това сънуване: дали заспал или буден, да мислиш, че даден образ е по-скоро свое подобие, отколкото нечие друго?"
[Главкон:] '„Определено мисля, че този, който го прави сънува.“
[Сократ:] "Но някой, който приема обратния случай, вярва в красивата същност, може да види и двете- и същността, и нещата, които участват в нея и да не повярва, че тв участват в същността или че самата тя е участник – той живее в сън, или той е буден?
[Главкон:] „Той е напълно буден.“
(„Държавата“, Книга V, 475e-476d, превод G.M.A Grube)
Книга VI на Държавата идентифицира Формата на доброто като най-висшата форма, като причината за всички други идеи. Концепциите, получени от чувствата, никога не могат да ни дадат знанието за истинската същност, т.е. за формите. То може да бъде получено само чрез активността на душата в самата себе си, независимо от неприятностите и смущения на чувствата; тоест чрез упражняване на разума. Диалектиката, като инструмент в този процес, ни води до познаване на формите, а накрая и до най-висшата – Формата на доброто, първата наука. По-късно Неоплатонизмът, започвайки с Плотин, отъждествява добрата държава с т.нар. трансцендентна, абсолютна държава. Една от първите е хипотезата на Парменид (137с-142а).
Платоновата етика се основава на образуването на Доброто. Добродетелта е знание, признаването на върховната форма на Доброто. Тъй като в това познание трите части на душата са причината, духа и апетита, всички те имат свои добродетели – мъдрост, смелост, и умереност. Това, което обединява другите добродетели, е добродетелта на правосъдието, от която всяка една част на душата е ограничена в изпълнението на своята роля.
Платонизмът има дълбок ефект върху Западната мисъл. В много тълкувания на Тимей, Платонизмът представлява вечна вселена, за разлика от близката юдейска традиция, според която вселената е била създадена в историческото време, с непрекъснато записваната ѝ история. За разлика от Аристотелизма, Платонизмът описва идеята като предшестваща значението и идентифицира човека с душата. Много платонически понятия са запазени в християнството.

## История

### Академия
Платонизмът първоначално се изразява в диалозите на Платон, в които се използва фигурата на Сократ, за да се изложат някои доктрини, които могат или не могат да бъдат подобни на мисълта на Сократ, учителя на Платон. Платон предоставя неговите лекции в Академията, в произволен район, със свещена горичка извън стените на Атина. Училището продължава дейността си там дълго след смъртта на Платон. То е имало три периода: Стара, Близка и Нова академия. Главните фигури в Старата академия са племенника на Платон, който го наследява като ръководител на училището (до 339 г. пр.н.е.) и Хипократ (до 313 г. пр.н.е.).
Около 266 г. пр.н.е., Аркезилай става ръководител на Академията. Тази фаза е известна като Близката академия, със силно подчертан академичен Скептицизъм. Тя се характеризира със своите атаки срещу стоиците и утвърждаването на сигурност, на истината и познанието ни за него. Новата академия започва с Карнеад през 155 г. пр.н.е. Тя все още е до голяма степен скептична, отрича възможността на познаването на абсолютна истина. Вярва се, че както Аркезилай, така и Карнеад са поддържали истинските принципи на Платон.

### Среден платонизъм
Около 90 г. пр.н.е. Антиох от Аскалон отхвърля Скептицизма, като начин по който Платонизма се слива с догмите на Аристотел и на много други стоици, за периода, известен като Близък платонизъм. През този период платоновите форми не са трансцендентни, но присъстват в рационалните умове и физическия свят е одушевено същество (Световната душа). Превъзходството в този период принадлежи на Плутарх. Еклектичният характер на Платонизма през това време е показан чрез включването му в Питагорейството (Нумениус от Апамеа) и в еврейската философия (Филон Александрийски).

### Неоплатонизъм
През 3 век Плотин преработва системата на Платон, създавайки Неоплатонизма, в който Близкия платонизъм се слива с Мистицизъм. На върха стои Доброто, като източник на всички неща. Той генерира от себе си, като че ли от отражението на собственото си същество, причина, ума – където се съдържа безкрайният склад за идеи. Световната душа и копието на ума се генерират и съдържат в него, като умът сам по себе си съществува, представлява органи, чието съществуване се съдържа в световната душа. Следователно природата е цяло, надарено с живот и душа. Душата е прикована към значението. Тя копнее да избяга от оковите на тялото и да се върне към първоначалния си източник. Силата на философската мисъл е да се издигне над причината в състояние на екстаз, когато това може да бъде видяно, или да издигне първичното същество, чиято причина не можем да знаем. Постигането на съюза с Доброто или с Бог е истинската функция на човешкото същество.
Последователят на Плотин – Порфирий разработва системата в съзнателно противопоставяне на християнството. Платоновата академия е възстановена по времето на най-известния ѝ ръководител – Прокъл (починал през 485 г.), известен като коментатор на писанията на Платон. Академията продължава дейността си, докато император Юстиниан не я затваря през 529 г.

### Християнството и платонизмът
Платонизмът повлиява християнството чрез Климент от Александрия, Ориген и кападокийските отци. Св. Августин е бил силно повлиян от Платонизма, както и това, с което се е сблъскал в латинските преводи на Марус Викторин в делата на Порфирий и/или Плотин.
Платонизмът е смятан за авторитетен през Средновековието и много платонически понятия са вече постоянни елементи на християнството. Платонизмът оказва влияние както върху Източния, така и върху Западния мистицизъм. В същото време Платонизмът повлиява и различни философи. Въпреки че Аристотел става по-влиятелен от Платон, през 13 век философията на св. Тома Аквински в някои отношения все още е била фундаментално платонова.
С Ренесанса учените стават по-заинтересовани от самия Платон. През 16-и и 17 век, както и 19 век в Англия, от идеите на Платон са повлияни много религиозни мислители. Православното протестантство в континентална Европа обаче не вярва в естествената причина и често е било критично към Платонизма.
Християноплатонизъм е термин, използван за обозначаване на дуализма в мненията на Платон и на Църквата (повлияна от Платонизма), който гласи, че духът е добро, а материята – зло. Според Методистката църква, Християноплатонизмът директно „противоречи на библейския запис на Бог повика всичко, и така създаде доброто“.

## Модерен платонизъм
Освен исторически, Платонизмът произхожда от мислители, като самия Платон, Нумениус, Плотин, Августин и Прокъл, а ние бихме искали да разгледаме теорията за абстрактните обекти в съвременния смисъл на думата. Платонизмът е на мнение, че съществуват такива неща като абстрактни обекти – ето защо, когато един абстрактен обект е обект, който не съществува във времето и пространството, следователно е изцяло извън физическото и умствено. В този смисъл Платонизмът изглежда съвременен.
Този Модерен платонизъм (понякога постановено „платонизма“, с малка буква „п“, за да се разграничи от древните школи) е бил одобрен по един или друг начин от множество философи (повечето от които се интересуват от философията и основите на логиката и математиката), включително Бернард Болцано, Готлоб Фреге, Едмунд Хусерл, Бертран Ръсел, Курт Гьодел, Хилари Пътнам и други. Модерният платонизъм признава различни видове обекти, включително числа, комплекти, истински стойности, свойства, видове, твърдения и значения.